# Молочай володушколистный
Молоча́й володушколи́стный (лат. Euphórbia bupleurifólia) — многолетнее суккулентное растение; вид рода Молочай (Euphorbia) семейства Молочайные (Euphorbiaceae).

## Морфология

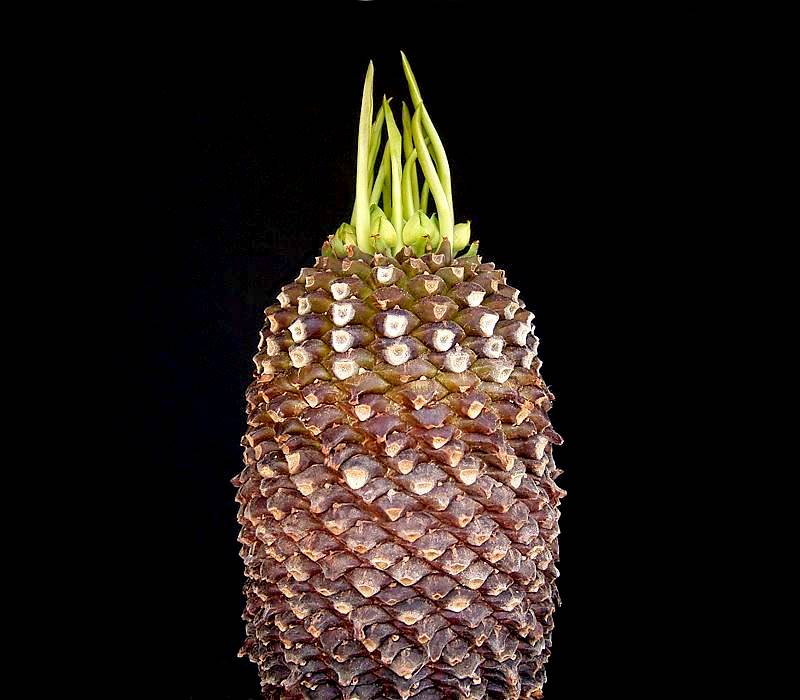
Ствол с растущими листьями

Растение с толстым, очень коротким стволом размером с яйцо и без колючек, покрытым чешуевидными бурыми основаниями листьев, лежащими по спирали, похожим на маленькую сосновую шишку, сверху увенчанную кроной зелёных листьев.
Ствол коричневый, бочкообразный или колоннообразный, не более 20 см высотой и 7,5 см шириной, является резервуаром для воды.
Листья опадающие в сухой период, собраны в пучок на вершине ствола, узкие или широкие, 15 см длиной, светло-зелёные, придающие растению сходство с пальмой или ананасом.
Соцветия — отдельные циатии жёлтого цвета, относительно небольшие, 5 мм в диаметре, имеющие по два листочка обёрток. Они образуются в кроне растения. После созревания плодов цветоножки опадают.

## Распространение
Африка: ЮАР (Капская провинция, Квазулу-Натал).
Растёт на полупустынных травяных лугах.

## Практическое использование
Млечный сок молочая володушколистного чрезвычайно ядовит, но используется наружно в виде аппликаций при лечении злокачественных опухолей, трещин кожи на ногах и других повреждениях кожи.
Этот маленький, медленно растущий молочай легко вырастить в домашних условиях. Его выращивают как в комнатах в горшках, так и в открытом грунте в районах с тёплым климатом. Температура зимой должна быть не менее 10 °C (он относительно терпим к холоду в период покоя и при меньшем поливе). Молочаю володушколистному необходима лёгкая тень, летом — постоянный полив, зимой же при поливе он может легко загнить. Размножается обычно семенами.

## Таксономия
|  |                                      |  |                                                             |                                                             |                      |  | ещё 36 семейств (согласно Системе APG II), в том числе Маковые | ещё 36 семейств (согласно Системе APG II), в том числе Маковые |                              |  |  |  | ещё ≈2000 видов |
|  |                                      |  |                                                             |                                                             |                      |  | ещё 36 семейств (согласно Системе APG II), в том числе Маковые | ещё 36 семейств (согласно Системе APG II), в том числе Маковые |                              |  |  |  | ещё ≈2000 видов |
|  |                                      |  |                                                             | порядок Мальпигиецветные                                    |                      |  |                                                                |                                                                | род Молочай (Euphorbia)      |  |  |  |                 |
|  |                                      |  |                                                             | порядок Мальпигиецветные                                    |                      |  |                                                                |                                                                | род Молочай (Euphorbia)      |  |  |  |                 |
|  | отдел Цветковые, или Покрытосеменные |  |                                                             |                                                             | семейство Молочайные |  |                                                                |                                                                | вид Молочай володушколистный |  |  |  |                 |
|  | отдел Цветковые, или Покрытосеменные |  |                                                             |                                                             | семейство Молочайные |  |                                                                |                                                                |                              |  |  |  |                 |
|  |                                      |  | ещё 44 порядка цветковых растений (согласно Системе APG II) | ещё 44 порядка цветковых растений (согласно Системе APG II) |                      |  |                                                                | ещё >300 родов                                                 | ещё >300 родов               |  |  |  |                 |
|  |                                      |  |                                                             | ещё 44 порядка цветковых растений (согласно Системе APG II) |                      |  |                                                                |                                                                | ещё >300 родов               |  |  |  |                 |